# Hileithia differentialis
Hileithia differentialis là một loài bướm đêm trong họ Crambidae.